# Хрисанф (архиепископ Афинский)
Архиепи́скоп Хриса́нф (греч. Αρχιεπίσκοπος Χρύσανθος; в миру Хари́лаос Филиппи́дис, греч. Χαρίλαος Φιλιππίδης; март 1881, Комотини, Греция — 28 сентября 1949, Афины) — епископ Элладской православной церкви, митрополит Трапезундский и Предстоятель Элладской православной церкви (1938—1941), один из церковных и политических руководителей греков Понта в начале XX века.

## Биография
Архиепископ Хрисанф родился в марте 1881 года в Комотини, Западная Фракия, бывшей тогда под османским контролем. В раннем возрасте Хрисанф остался без отца и вырос под опекой своих дядей.
В 1897 году поступил в богословскую семинарию на острове Халки, которую закончил через 6 лет.
В 1903 году последовал за митрополитом Константином (Карадзопулосом) в Трапезунд, где был рукоположён в сан диакона и принял имя Хрисанф. Здесь Хрисанф преподавал Закон Божий в греческой гимназии города.
Хрисанф сохранил своё место и после смерти митрополита, когда на его место пришёл будущий Патриарх Константинопольский Константин.
В 1907 году Хрисанф уехал в Европу для дальнейшей учёбы при финансовой поддержке зажиточных трапезундцев. Хрисанф учился в Лейпциге (Германия) и Лозанне (Швейцария) (обществоведение у Вильфредо Парето). В Вене он изучал философию, право, лингвистику. Здесь же он познакомился с видным греческим марксистом, трапезундцем Георгиоом Склиросом, и с поэтом К. Хадзопулосом, который посвятил Хрисанфу 2 своих стихотворения.
После 4-х лет учёбы, в 1911 году он вернулся в Константинополь, где Патриарх Иоаким III доверил ему архив патриархии и руководство редакцией официального органа патриархата «Церковной правды» (Εκκλησιαστική Αλήθεια).
В следующем году Хрисанф был послан в Венецию изучить проблемы православной общины и защитить её имущество от конфискации итальянским правительством. Доклад Хрисанфа был использован Патриархатом 35 лет спустя в ходе послевоенных мирных соглашений.
Сразу после Первой Балканской войны 1912 года Хрисанф оказался у себя на родине, пытаясь объединить греков и турок, не желающих, чтобы их земли стали болгарской территорией, и требующих автономии Западной Фракии. 1 июня 1913 году написал пылкую антиболгарскую статью в Церковной правде под заголовком «Кровь и пожар», обвиняя болгар в зверствах над греческим населением Фракии. В марте 1913 году митрополит Трапезунда был перемещён в Кизик, и трапезундцы запросили Хрисанфа в качестве своего нового митрополита.

### Митрополит Трапезундский
26 мая 1913 года Хрисанф становится митрополитом Трапезундским. Это десятилетие радикально изменило картину на Востоке. Войны удвоили территорию Греции, но многократно уменьшили влияние греческой культуры на Востоке. Младотурки при поощрении Германии начали гонения на коренное греческое население. В 1914 году с началом Первой мировой войны начались массовые депортации греческого населения из Фракии, Эолийского и Ионийского берегов Малой Азии, которые в дальнейшем стали охватывать и более восточные регионы.
Подвигом Хрисанфа явилось то, что он своим словом и присутствием сумел остановить на границах своей митрополии гонения почти без греческих потерь в ходе последовательных переходов территорий из рук в руки в течение 4 лет войны между русскими и турками. Ему удалось также расширить зону своей протекции на соседние области Родополис и Халдию, но его усилия по спасению армянского населения в 1915—1916 годах не имели особого успеха.
В апреле 1916 года русские войска подошли к Трапезунду. Уходившие турецкие власти попросили Хрисанфа стать председателем временного правления греков и турок для соблюдения порядка и безопасности населения, христиан и мусульман. Хрисанф при поддержке греческой общины и российского правительства организовал приюты для тысяч беженцев, не делая различия между христианами, мусульманами и армянскими сиротами. Ему также удалось объединить турок, греков и оставшихся в живых после резни армян и уменьшить последствия хаоса и анархии в российской армии в марте 1917 года, последовавших после Февральской революции в России.
В июле 1917 году великий князь Николай Николаевич доверил ему ведение мирных переговоров с турками, которые, однако, не увенчались успехом. Таким образом, после перемирия (Мудросское перемирие) Хрисанф стал самой влиятельной и популярной фигурой Понта как среди христиан, так и среди мусульман, и признавался таковым представителями Антанты.
В начале 1919 года Хрисанф в составе делегации 3 человек представлял Малоазийский Эллинизм на Парижской мирной конференции.
В 1920 году Хрисанф отправился в Грузию, ставшей независимой после русской революции, содействуя возрождению автокефальной Грузинской церкви.
После Грузии Хрисанф направился в Ереван, где вёл переговоры о создании Понтийско-Армянской федерации. В 1921 году в разгар Малоазийского похода греческой армии новый греческий премьер-министр Д. Гунарис пригласил Хрисанфа принять участие в греческой делегации в Лондон.
Во время пребывания Хрисанфа в Лондоне кемалистский турецкий «Суд независимости», отправивший к тому времени на виселицу 69 греческих священников, старейшин и учителей в городе Амасья, приговорил митрополита Трапезунда Хрисанфа заочно к смерти. Поэтому Хрисанф поспешил вернуться в свою митрополию, но поскольку кемалисты уже вошли в его округ, уехал в Константинополь.
В связи с уходом Антанты из Константинополя в 1922 году Хрисанф был вынужден уехать в Афины.
С 1922 года жил в Афинах и только наблюдал за происходящими событиями, не имея возможности принимать в них участие. В 1926 году он был назначен греческим правительством своего рода неофициальным представителем («αποκρισάριος») Вселенского патриарха в Афинах. На этом месте он находился до 1938 года.
В 1927 году по поручению греческого правительства он заключил первый церковный Договор с Албанией, урегулировав проблемы Православной церкви в Албании.
Кроме филантропической деятельности с беженцами и переселенцами из Понта, Хрисанф с 1928 году и до самой своей смерти в 1949 года был президентом Комитета Понтийских исследований. Одновременно он был одним из учредителей в 1928 году научного журнала «Понтийский Архив», который издаётся по сегодняшний день. Ему также принадлежит монументальный (900 страниц) труд по истории Трапезундской церкви.
Однако когда албанское правительство нарушило договор, то митрополит Хрисанф немедленно направился в Бухарест, Белград и Варшаву, чтобы информировать поместные церкви о нарушении и во избежание антиканонических контактов. Последствием этой поездки стало то, что в конечном итоге Албания следовала соглашению в церковных вопросах.
В 1930 году митрополит Хрисанф вместе с представителями Иерусалимской и Александрийской патриархии восстановил мир в Антиохийской патриархии, признав Патриарха Антиохийского Александра III.
В 1937 году Хрисанф был провозглашён почётным профессором Афинского университета.

### Архиепископ Афинский
После смерти 22 октября 1938 года Архиепископа Хризостома I, митрополит Хрисанф был выдвинут кандидатом в Архиепископы. На выборах Синода от 5 ноября 1938 год, после 3-х кругов голосования, 31 голосами против 30 за Хрисанфа был избран митрополит Коринфский Дамаскин (Папандреу), но итог был оспорен почти половиной иерархии, создав церковный вопрос. Вопрос был разрешён после вмешательства правительства генерала Метаксаса и повторных выборов 12 декабря 1938 года, после которых Хрисанф стал архиепископом.
В 1940 годы Хрисанф был избран членом Афинской академии наук.
С вступлением Греции в Вторую мировую войну архиепископ развернул бурную деятельность, воодушевляя народ и армию.
27 апреля 1941 года при входе немецких войск в Афины Хрисанф отказался участвовать в официальной сдаче города: «Дело Архиепископа не порабощать, а освобождать».
Задав вопрос генералу фон Штумеру командиру 2-го корпуса Вермахта «из каких таких соображений Германия объявила войну Греции», Хрисанф отказался принимать присягу у правительства коллаборационистов генерала Цолакоглу говоря: «я не могу принимать присягу у правительства, предложенного врагом. У вас нет мандата ни от народа, ни от короля». 2 июня 1941 года Хрисанф был смещён.

### На покое
Во время гражданской войны в Греции (1946—1949) Хрисанф выступил за силовое противостояние коммунистам.
По окончании оккупации Хрисанф не преследовал цели своего возвращения на архиепископский престол, чтобы не внести раздоры в Церковь. К тому же и Государство и Церковь были безразличны к нему почти до самой его смерти. Только за месяц до его смерти Священный Синод признал его «бывшим архиепископом», чтобы обеспечить ему пенсию.
Архиепископ Хрисанф умер 28 сентября 1949 года.